# Étude de marché
Une étude de marché est une activité d'exploitation marketing destinée à analyser, comprendre et mesurer  le fonctionnement réel des forces à l'œuvre dans le cadre d'un marché.
Il s'agit d'une activité typiquement mise en œuvre dans le cadre de la démarche du marketing management.
Concrètement — une fois établi le périmètre à observer — cela recouvre l'étude des comportements, des appréciations, des besoins et des attentes des demandeurs et offreurs présents sur ce marché, ainsi que celles des conditions selon lesquelles ceux-ci agissent (ou non) pour réaliser les échanges correspondant à la satisfaction de leurs buts et intérêts.
Les études de marché utilisent des techniques quantitatives telles que le sondage, les panels, et des techniques qualitatives telles que les entretiens individualisés, les réunions de groupes. Les informations peuvent être recueillies :
- soit directement auprès des personnes qui peuvent être consultées par l'intermédiaire d'enquêteurs (interviews en face à face à domicile ou en salle, téléphone, dans la rue…) ou de façon auto-administrée (soumission d'un questionnaire papier ou d'un questionnaire-formulaire par Internet).
- soit par recherches documentaires, compilation et analyse de toutes informations émanant de sources existantes et pertinentes (sources primaires, publications légales ou financières, résultats de processus de veille ou d'intelligence économique, travaux académiques, etc.).

## Enjeux des études de marché
Les études de marché permettent de collecter et d'analyser l'ensemble de données chiffrées (sur les produits, les marques, les catégories, les besoins génériques) qui caractérisent un marché. Ces études permettent aussi d'analyser les facteurs influençant la vente (prescripteur, leaders d’opinion, bouche à oreille, producteur, distributeur puis l’environnement institutionnel, technologique, culturel, démographique, économique et social). Enfin ces études analysent l'espace concurrentiel pertinent du positionnement (entre produits substituables et crédibles).
Il est toujours indispensable de mesurer un marché en volume et en valeur, c'est-à-dire par le total des sommes dépensées par les clients pour le produit ou le service considéré (car les évolutions peuvent être différentes). La taille du parc (produits à remplacer) peut aussi être utile.
L’étude de marché doit correspondre à des sous-ensembles homogènes (segments) : critère géographique, caractéristiques du produit, nature de l’achat, producteur ou marque.

## Typologie des études de marché
- Baromètre : étude réalisée périodiquement, afin de suivre les indicateurs d'un marché.
- Firmographie : étude du tissu économique à partir d'un référentiel d'entreprises exhaustif.
- Bottom-up : source « au niveau du terrain », constituée des remontées des services commerciaux, SAV, réclamations, etc.
- Étude ad hoc : étude ponctuelle réalisée pour un seul demandeur. Souvent réalisée par un institut d'études ou une société de conseil.
- Marché test : étude ponctuelle pour le compte d'un seul client. On enregistre des achats effectifs pendant une période dans une zone délimitée.
- Étude multi-client : étude de marché sectorielle commercialisée simultanément auprès de plusieurs clients. Ces études permettent de disposer d'analyses sectorielles approfondies pour un budget modeste.
- Omnibus : étude périodique, réalisée par une société de conseil pour plusieurs clients. Chaque client achète une ou plusieurs questions. Le nombre de clients permet de diviser les coûts fixes, et l'étude leur revient donc moins cher.
- Panel : échantillon permanent qui permet de suivre l'évolution du marché. Il peut s'agir d'un panel de consommateurs ou d'un panel distributeur.

## Principaux instituts réalisant des études de marché
Top 10 mondial des entreprises d'études de marché en 2010
| Rang | Nom (Pays)                  | CA en 2010 (million $US) | Part de marché (%) |
| ---- | --------------------------- | ------------------------ | ------------------ |
| 1    | Nielsen Company (Pays-Bas)  | 4958                     | 15.9               |
| 2    | Kantar Group (UK)           | 3183                     | 10.2               |
| 3    | Ipsos (incl. Synovate) (FR) | 2397                     | 7.6                |
| 4    | IMS Health (USA)            | 2211                     | 7.1                |
| 5    | GfK Group (ALL)             | 1716                     | 5.5                |
| 6    | SymphonyIRI (USA)           | 727                      | 2.3                |
| 7    | Westat (USA)                | 455                      | 1.5                |
| 8    | Intage (Japon)              | 416                      | 1.3                |
| 9    | Arbitron (USA)              | 395                      | 1.3                |
| 10   | The NPD Group (USA)         | 240                      | 0.8                |

Source : Honomichl Global Top 25 Report 2011

## Processus de réalisation d'une étude de marché

### Les étapes fonctionnelles d'une étude de marché
Réaliser une étude de marché implique une progression par étapes :
1. Formuler le problème de marketing : (contexte, objectifs, alternatives). Les problèmes de marketing concernent les décisions.
2. Formuler le problème d’étude : Ce sont les problèmes d’étude des informations et méthodes de recherche (étude qualitative ou quantitative).
3. Choisir le projet d’étude et un fournisseur : Déterminer le compromis délais et coût, cadrer le contexte général de la recherche, rappeler la définition précise de l’objectif de la recherche, recommander (en la justifiant) ou valider une Méthodologie, définir la structure de recherche, configurer l’échantillon à interroger, lister les prestations concrètes à assurer, contractualiser les rôles, engagements et livrables à fournir par chaque opérateur ou prestataire
4. Analyse des concurrents : L’analyse d’un marché n’est pas aussi simple qu’on peut le penser. Il existe différents types de marchés sur lesquels on peut réaliser plusieurs études. On retrouve principalement des études de marché quantitatives, qualitatives, financières ou encore concurrentielles. Un salon est un regroupement d’entreprises du même secteur qui entrent en concurrence lors d’un week-end. Durant ces salons, les entreprises présentent les produits qu’elles souhaitent mettre en valeur suivant le secteur d’activité qu’elle veut atteindre. De nombreux visiteurs, venus du monde entier, parcours les allées pour voir les produits exposés. Ils peuvent échanger sur le service dont a besoin le consommateur. Régulièrement, des offres sont réalisées et des ventes conclues. Pour cibler au mieux les salons, l’entreprise doit établir une base de données conséquente. Les principales informations présentes dans la base de données sont les suivantes : Année de l’exhibition, Date de l’exhibition, Lieu de l’exhibition, Région de l’exhibition, Site internet de l’exhibition, Exhibition annuelle, bimensuelle…, Nom du concurrent, Informations nécessaires pour analyser le salon, Liens si besoin pour renvoyer à un autre document. Pour cela, elle doit commencer par répertorier tous les concurrents plus importants qu’elle a. Il est conseillé de les regrouper par secteur pour rendre la base de données plus compréhensible. La personne chargée de cette mission doit prospecter tous les sites internet de chaque concurrent, analyser les salons ou exhibitions auxquels elle a participé, participe et/ou participera. Le résultat de toutes ces informations serviront par la suite à savoir si le salon est intéressant ou non pour l’entreprise.
5. Suivre et contrôler la réalisation de l’étude.
6. Analyser, interpréter et utiliser les résultats.

## Les principales informations à recueillir dans le cas d'études de marché B2B
L'étude de marché doit avoir pour finalité de proposer une vue précise des segments de marché et de leurs potentiels.
De manière restrictive, l'étude de marché intervient en amont du lancement d'un produit, service ou lors de l'établissement de plans d'actions qu'ils soient marketing ou commerciaux.

### Les données légales sur les entreprises
1. Les données légales sont celles fournies par les entreprises aux organismes étatiques que sont Infogreffe, Inpi, Dila, Bodac, l'INSEE par exemple.
2. La limite de ces données tient dans leur disponibilité, leur obsolescence, leur homogénéité relative
  1. Disponibilité : ainsi si les données de l'INPI du Bodac sont accessibles en open data, celles d'Infogreffe sont encore soumises à restriction (ce jour 23/03/2017) et ce malgré la loi pour une république numérique
  2. Obsolescence : Le code Naf est une création administrative de l'INSEE datant de 1959 et revu en 2008. Cette catégorisation contient 732 codes de niveau 5. Mais malgré ce niveau de granularité, deux problèmes subsistent :
    1. les codes NAF ne sont pas adaptés aux secteurs d'activités nouveaux
    2. les codes NAF ne sont que rarement mis à jour quand une entreprise change d'activité
    3. les entreprises multi-activités ne déclarent pas plusieurs codes NAF
    4. les codes NAF ne sont pas assez précis pour découvrir les "sous-traitants" les "franchisés"…

  3. Homogénéité :
    1. sur 2,3M de sociétés commerciales seules 52% déclarent un chiffre d'affaires
    2. sur 2,3M de sociétés commerciales seules 33% déclarent leurs effectifs
    3. et si l'étude se base sur les 9M d'entités légales, les pourcentages chutent de manière drastique

### Les données qualitatives sur les entreprises
Dès lors pour réaliser une étude de marché BtoB, les critères qualitatifs sont au moins aussi importants, voire plus que les critères légaux.
1. Segmentation par l'analyse sémantique (text mining)
  1. La première entreprise à avoir lancé ce chantier est Data-Publica avec sa plateforme de marketing prédictif BtoB C-Radar.
  2. En 2013 elle réussit à lier les numéros de SIREN aux sites web des entreprises. Ce qui permet d'y associer les réseaux sociaux et de multiples autres sources de données.
  3. Ainsi depuis 2013, il est possible d'identifier, par le biais d'un moteur de recherche, tous types de segments de marché pour dénombrer les acteurs quels que soient leurs secteurs d'activité. Deux exemples de résultat sont la cartographie des acteurs de l'IA : https://cartographie-ia.enseignementsup-recherche.pro/ ou la firmographie des clubs de football de la ligue 1.
2. Amélioration de la connaissance client et affinage du ciblage pour réaliser son étude de marché
  1. La captation et l'exploitation massive de données - big data et data science - permettent de récupérer de manière quasi exhaustive les informations produites par les entreprises sur leurs sites web, leurs réseaux sociaux et sur une multitude d'autres sources.
  2. La machine learning permet via des algorithmes non supervisés (la machine propose) de réaliser en automatique des segmentations (clusters) dont le résultat est un nouveau point de vue d'un marché. L'intérêt de ce type de service
    1. travailler sur un référentiel exhaustif et non plus statistique (ex : 9M d'entreprises françaises)
    2. travailler sur des critères traités massivement : sémantique

  3. S'il reste encore du chemin pour être dans le "parfait", l'évolution de la qualité de l'information et de la vitesse de traitement apporté par le marketing prédictif est une réalité qui offre des perspectives d'usages clé pour l'accélération de la croissance des entreprises.

### Les principales informations à recueillir en b2c
L'étude de marché doit avoir pour finalité de recueillir certaines informations permettant d'optimiser l'action souhaitée (généralement la vente) vers une cible souhaitée ou à définir (généralement des clients).
De façon schématique, dans le cadre d'une entreprise développant et commercialisant un produit ou un service, les études de marché ou d'opinion (EMO) interviennent en amont durant les phases de recherche, pendant les phases de conception-développement, et durant la phase de commercialisation.

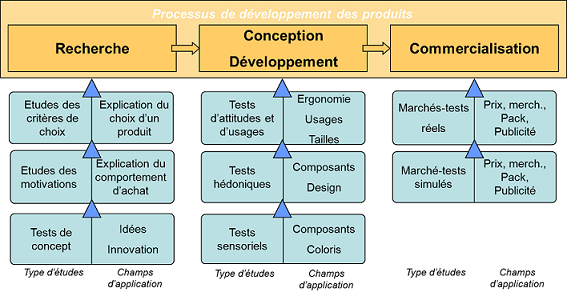
Les études de marché et d'opinion dans le processus de R&D

#### Les données socio-démographiques et les caractéristiques externes des clients: l'âge, le sexe, le lieu de résidence, lacatégorie socio-professionnelle
1. leur éventuelle segmentation en fonction de critères à déterminer.

#### Les comportements
1. comportements de consommation et d’utilisation ;
2. comportements d’achat (fréquence, période, lieux etc.) ;
3. comportements de fréquentation des médias.

#### Les opinions et attitudes
1. la notoriété : (spontanée de premier rang (top of mind), spontanée (fonction de la proximité à la pub), assistée (en cas de risque de confusion), sans notoriété) ;
2. l’image : ensemble des représentations matérielles et immatérielles ;
3. le jugement global, préférence, satisfaction : échelles qualitatives et notes numériques, rangs, intentions.

#### Le processus de décision et les critères de choix
1. les motivations et les freins : psychologiques (caractère hédoniste, rationnel, utilitaire, éthique), financiers (pouvoir d'achat, capacité d'endettement, élasticité de la demande par rapport aux prix), techniques ou pratiques (capacité ou compétence à utiliser pleinement le produit) ;
2. les critères de choix entre les marques : capacité d’identification et de pondération des critères ;
3. le degré d’implication des clients par rapport à l’achat d’un produit : conséquence de l’achat ;
4. le degré de préméditation de l’achat : intensité et durée de la réflexion avant l’achat ;
5. les sources d’information et de conseil auxquelles ont recours les clients, incidence des prescripteurs.

### Les caractéristiques des sondages
Pour réaliser un sondage, il faut s'assurer d'avoir défini :
- L’unité de sondage (nature des entités : individus, entreprises…) et le ou les profils à interroger : Par exemple un fabricant de jouets doit-il interroger l'enfant ? (destinataire final du produit), ou ses parents ? (acheteurs présumés du produit) , voire les deux ?
- La taille de l’échantillon détermine un degré de précision (fonction de racine carré de la taille absolue de l’échantillon) mais aussi un coût de réalisation : Comment arbitrer entre ces notions contradictoires.
- La procédure de sélection de l’échantillon : le constituer de manière aléatoire est en principe idéal mais coûteux. Si l'on agit par la méthode des quotas, quels critères doivent prévaloir ?
- La probabilité et les conséquences d'erreurs d’échantillonnage doivent être connues et si possible mesurées (risque d'un échantillon de taille trop faible, ou d'interrogation d'une population non caractéristique ou marginale vis-à-vis du marché étudié).
- Les méthodes de saisie, de centralisation et de traitement des données représentent la face cachée du coût et du délai d'obtention des sondages et ne doivent pas être sous-estimées.

### Les caractéristiques des questionnaires
Avant de mettre en œuvre le questionnaire, il faut particulièrement veiller à :
- La réception du questionnement par l'interviewé : jusqu'où ne pas aller en ce qui concerne sa longueur, sa durée, la compréhension des questions, et l'effort nécessaire pour y répondre ? Si des limites "raisonnables" sont franchies, l'interviewé pourra être tenté de répondre au plus vite pour se débarrasser d'un questionnement ressenti comme "abusif"…
- Prendre garde à ce que le questionnaire n'influence pas les réponses des interviewés . L'ordre des questions ou le style employé doit être particulièrement étudié et testé : Les informations collectées ne sont pas identiques selon que l'on se situe dans une démarche directive, semi-directive ou non directive. les questions pouvant être rédigées en mode ouvert, fermé, préformé (réaction à des propositions ou à des échelles d’attitude). Le mode d’administration du questionnaire est également à prendre en compte : Interview postal, Interview par téléphone, Interview en face à face, Interview réalisé par observation du questionné.

Les principales embûches et erreurs à éviter sont :
- de poser des questions trop générales ou ambiguës qui se révéleront inutiles lors de leur exploitation.
- de se focaliser uniquement sur un seul aspect (par ex : les besoins du client) sans balayer suffisamment des aspects connexes où peuvent se cacher des facteurs pourtant importants.
- de poser des questions auxquelles les personnes ne peuvent ou ne savent pas répondre (ce qui peut conduire à une réinterprétation par l'opérateur chargé d'enregistrer les réponses), ou des questions trop brutales ou ressenties comme indiscrètes (induisant des réponses non sincères).

D'une façon générale, il est essentiel de commencer par définir les concepts que l'on souhaite étudier de façon très précise. Une fois ces concepts identifiés, et afin de s'assurer que les questions mesureront réellement les concepts d'intérêt, il est recommandé de suivre la procédure en 3 étapes proposée par Saris et Gallhofer (2007), qui consiste en :
1. Définir si le concept à mesurer est un concept par postulation ou un concept par intuition[5].
2. Pour chaque concept par intuition, formuler une affirmation.
3. Transformer chaque affirmation en une requête de réponse.

Si l'on souhaite proposer une échelle de réponse, il faut s'assurer que celle-ci vérifie les règles basiques, comme :
- les différentes catégories ne doivent pas se chevaucher
- elles doivent couvrir toutes les options possibles
- elles doivent être compréhensibles
- Etc.

Cependant, respecter ces règles de base n'est pas suffisant. Choisir une échelle de réponse signifie prendre de nombreuses décisions qui peuvent affecter les réponses elles-mêmes et la qualité des données et conclusions basées sur ces données,,,.
C'est pourquoi Willem Saris (en) et collègues ont développé un programme, appelé Survey Quality Predictor (SQP), qui permet de prédire la qualité des questions en fonction de leurs caractéristiques exactes, et propose des suggestions de comment modifier la question ou son échelle pour améliorer cette qualité. Ce programme peut s'utiliser gratuitement en ligne (at sqp.upf.edu) et permet d'aider les chercheurs à décider de la meilleure formulation possible pour leurs questions, en fonction du concept qu'ils veulent mesurer.
En outre, une fois les questions formulées de la meilleure façon possible, on ne peut que recommander de tester le questionnaire avant son emploi à large échelle (étude pilote) et à inclure des questions de vérification, judicieusement positionnées dans le questionnaire, pour vérifier la validité des réponses données par l'interviewé sur les points jugés critiques pour la signification de l'étude de marché concernée.
L'ordre des questions est un élément important pour la qualité des réponses. On veillera à commencer par des questions simples, d'ordre général pour identifier la cible et introduire la thématique du questionnaire. Ces questions servent aussi souvent de filtre pour la suite du questionnaire.